# 래리 테넌봄
로런스 “래리” 테넌봄(Lawrence "Lary" Tanenbaum, 1945년 ~ )은 캐나다의 기업인이자 메이플 리프 스포츠 앤드 엔터테인먼트의 회장으로, 지분 20.5%를 소유하며 미국 메이저 리그 사커의 토론토 FC의 공동 구단주이다.
캐나다 온타리오주 토론토 출생으로 1968년 코넬 대학교 경제학 학사와 이학 박사 학위를 취득하였고, 1990년대 초반 사업에 진출해 토론토에 있는 NBA 팀을 인수하려하다가 실패하였다.
하지만 이를 토대로 1993년 토론토 랩터스를 인수해 프랜차이즈를 확장하고 메이플 리프 가던 공사, 토론토 메이플 리프를 인수하고, 1998년 에어 캐나다 센터 MLG를 구입해 NBA와 토론토에 있는 NHL의 소유권을 인수해 자신의 목표를 완수하고 메이플 리프 스포츠 앤드 엔터테인먼트의 새 회장으로 취임하였다.